# Різі Пурі-Лейн
Різі Пурі-Лейн (англ. Risi Pouri-Lane) — новозеландська регбістка, що спеціалізується на регбі-7, дворазова олімпійська чемпіонка, чемпіонка та медалістка Ігор Співдружності, призерка чемпіонатів світу. 
Першу золоту олімпійську медаль та звання олімпійської чемпіонки Пурі-Лейн виборола на Токійській олімпіаді 2021 року в складі збірної Нової Зеландії з регбі-7, другу — на Паризькій олімпіаді 2024 року.